# Done for Me
"Done for Me" é uma canção do cantor estadunidense Charlie Puth, gravada para seu segundo álbum de estúdio Voicenotes. Conta com a participação da artista compatriota Kehlani e foi composta por ambos em conjunto com Jacob Kasher e John Ryan, sendo produzida por Puth. O seu lançamento ocorreu em 15 de março de 2018, através da Atlantic Records, servindo como o terceiro single do disco.

## Faixas e formatos
| Download digital |                             |         |  |
| N.º              | Título                      | Duração |  |
| 1.               | "Done for Me" (com Kehlani) | 3:37    |  |

## Créditos
Todo o processo de elaboração de "Done for Me" atribui os seguintes créditos:
Gravação e publicação
- Mixada nos Larrabee Studios (Hollywood, Califórnia)
- Masterizada nos The Mastering Palace (Nova Iorque)
- Publicada pelas seguintes empresas: Charlie Puth Music Publishing, Artist 101 Publishing Group (BMI) — administradas pela Warner Chappell —, Music of Big Deal, The Family Songbook, Bob Erotik Music e BMG Platinum Songs (BMI) — administradas pela BMG Rights Management US, LLC —, Rap Kingpin Music e Prescription Songs (ASCAP), Kehlani Music (ASCAP).

Produção
| - Charlie Puth: composição, vocalista principal, produção e instrumentos - Kehlani: composição, vocalista participante - Jacob Kasher: composição - Manny Marroquin: mixagem | - Jeff Jackson: assistência de mixagem - Chris Galland: assistência de mixagem - Dave Kutch: masterização |

## Desempenho nas tabelas musicais

### Posições
| Tabela musical (2018)                                  | Melhor posição |
| ------------------------------------------------------ | -------------- |
| Alemanha (Media Control Charts)                        | 100            |
| Argentina (Monitor Latino)                             | 8              |
| Austrália (ARIA Charts)                                | 97             |
| Bélgica (Ultratip de Flandres)                         | 2              |
| Bélgica (Ultratip da Valônia)                          | 9              |
| Canadá (Canadian Hot 100)                              | 65             |
| Colômbia (National Report)                             | 78             |
| Coreia do Sul (Gaon Music Chart)                       | 20             |
| Croácia (Croatian Airplay Radio Chart)                 | 20             |
| Escócia (The Official Charts Company)                  | 25             |
| Eslováquia (IFPI Slovenská Republika)                  | 96             |
| Eslovênia (SloTop50)                                   | 37             |
| Estados Unidos (Billboard Hot 100)                     | 53             |
| Estados Unidos (Pop Songs)                             | 17             |
| Estados Unidos (Adult Pop Songs)                       | 12             |
| Estados Unidos (Adult Contemporary)                    | 27             |
| Estados Unidos (Rhythmic Songs)                        | 37             |
| Equador (National Report)                              | 53             |
| França (Syndicat National de l'Édition Phonographique) | 25             |
| Hungria (Magyar Hanglemezkiadók Szövetsége)            | 19             |
| Irlanda (Irish Recorded Music Association)             | 75             |
| Itália (Federazione Industria Musicale Italiana)       | 87             |
| Líbano (The Official Lebanese Top 20)                  | 13             |
| México (Mexico Airplay)                                | 18             |
| Nova Zelândia (NZ Top 10 Heatseekers Singles)          | 6              |
| Portugal (Associação Fonográfica Portuguesa)           | 81             |
| Reino Unido (UK Singles Chart)                         | 45             |
| Sérvia (Pop Top Lista)                                 | 12             |
| Suécia (Veckolista Heatseeker)                         | 7              |
| Suíça (Schweizer Hitparade)                            | 55             |
| Venezuela (Record Report)                              | 15             |